# Ne oldozz el!
A Ne oldozz el! (eredeti cím: Never Let Go) 2024-ben bemutatott amerikai horror-filmthriller, amelyet Alexandre Aja rendezett. A főbb szerepekben Halle Berry, Percy Daggs IV, Anthony B. Jenkins, Will Catlett és Matthew Kevin Anderson látható.
Amerikában 2024. szeptember 20-án, Magyarországon 2024. szeptember 26-án mutatták be a mozikban.

## Cselekmény
Egy anya és két kisfia együtt élnek egy faházban a sűrű erdő közepén. A gyerekek neve Nolan és Samuel. Van egy Koda nevű kutyájuk is. Az anya folyton azt mondja a gyerekeknek, hogy csak az otthonuk védheti meg őket a közelben leselkedő gonosztól. Ezért csak a ház alapjához rögzített kötéllel hagyhatják el a házat. Pontosan ezt teszi az asszony és gyermekei is, amikor élelmet keresnek. Ugyanakkor az anya figyelmezteti Nolant és Sámuelt, ne engedjék el a kötelet, bármi is legyen az ok. Egy újabb élelemkeresés azonban kudarcba fullad, amikor Samuel lecsúszik egy hegyről, és elveszíti a kötelét. Hogy megmentse testvérét, Nolan leoldja magát, és a segítségére siet. Ekkor az édesanyjuk egy különleges jelzést hallva a gyermekeihez siet. Az utolsó pillanatban sikerül utolérnie mindkettőjüket, és egy mentőkötéllel megkötözni őket, mert a gonosz szellem a közelben van. Ezúttal Nolan és Samuel nagymamája alakjában jelenik meg. Ezt azonban csak az anyjuk látja. Elmagyarázza a gyerekeknek, hogy a gonosz szándékosan csinálja ezt, így azok kételkedni kezdenek a szavaiban. Bizonyos mértékig ez meg is történik, mert Nolan elkezdi kérdezgetni a bátyját, hogy érzett-e valami furcsát, amikor elengedte a kötelet.
Ugyanezen a napon este a fiúk édesanyja ismét meglátja a gonosz szellemet. Most a férjének álcájában érkezik, és megpróbálja rábeszélni a nőt, hogy önként adja neki a fiait. A gonosz azzal félemlíti meg a gyerekek anyját, hogy hamarosan elfogynak az élelmiszerkészleteik, és egyszerűen éhen fognak halni. A család valóban éhezni kezd, és Nolan egyre kevésbé hisz a gonoszságról szóló beszédben, és megpróbálja meggyőzni a bátyját, hogy az anyja becsapja őket.

## Szereplők
| Szerep   | Színész                | Magyar hang      |
| -------- | ---------------------- | ---------------- |
| Anya     | Halle Berry            | Pikali Gerda     |
| Nolan    | Percy Daggs IV         | Rostás Ábel      |
| Samuel   | Anthony B. Jenkins     | Tóth Csanád      |
| Apa      | Will Catlett           | Varga Gábor      |
| túrázó   | Matthew Kevin Anderson | Dévai Balázs     |
| orvos    | Christin Park          | Törtei Tünde     |
| gonosz   | Stephanie Lavigne      | Bérces Gabriella |
| nagymama | Kathryn Kirkpatrick    | Garami Mónika    |
| kislány  | Cadence Compton        | Hegedűs Johanna  |

### Magyar változat
- Magyar szöveg: Hajnal Nagy Éva
- Vágó: Orosz Dávid
- Gyártásvezető: Molnár Melinda
- Rendezőasszisztens: Fazekas Eszter
- Hangmérnök és szinkronrendező: Kelemen Tamás
- Produkciós vezető: Kovács Anita

A szinkront a Dream Voice Stúdió készítette el.

## A film készítése
2020 augusztusában KC Coughlin és Ryan Grassby Mother Land című horror forgatókönyvét Shawn Levy cége, a 21 Laps Entertainment vásárolta meg, a forgalmazást pedig a Lionsgate Films vállalta. 2021 áprilisában Mark Romaneket szerződtették a film rendezésére. 2022 májusában bejelentették, hogy Romanek elhagyta a projektet, és Alexandre Aja lesz a rendező, a szereplőkhöz pedig Halle Berry csatlakozott. 2022 májusában a Lionsgate a Cannes-i Filmfesztiválon több cégnek is eladta a nemzetközi jogokat a filmhez. 2023 áprilisában Percy Daggs IV és Anthony B. Jenkins csatlakozott a film szereplőgárdájához. 2024 májusában kiderült, hogy Matthew Kevin Anderson, Christin Park és Stephanie Lavigne is csatlakozott a stábhoz. 2023. április 17. és június 2. között zajlott a forgatás Vancouverben. Robin "Rob" Coudert komponálta a film zenéjét.